# Ansonia (Connecticut)
Pour les articles homonymes, voir Ansonia (homonymie).
Ansonia est une ville située dans le comté de New Haven, dans l'État du Connecticut, aux États-Unis.

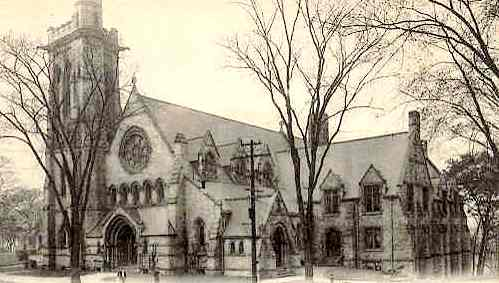
Christ Episcopal Church, Ansonia (1896), Henry Martyn Congdon, architecte.

Ansonia devient une municipalité en 1889. Elle est nommée en l'honneur d'Anson Green Phelps (en), qui fonda la ville en 1844.

## Démographie
Lors du recensement de 2010, la population était composée de 19 249 habitants. La municipalité s'étend sur 6,19 milles carrés (16,03 km2), dont 6,02 milles carrés (15,59 km2) de terres.
| 1870  | 1880  | 1890   | 1900   | 1910   | 1920   |
| ----- | ----- | ------ | ------ | ------ | ------ |
| 2 749 | 3 855 | 10 342 | 12 681 | 15 152 | 17 643 |

| 1930   | 1940   | 1950   | 1960   | 1970   | 1980   |
| ------ | ------ | ------ | ------ | ------ | ------ |
| 19 898 | 19 210 | 18 706 | 19 819 | 21 160 | 19 039 |

| 1990   | 2000   | 2010   | - | - | - |
| ------ | ------ | ------ | - | - | - |
| 18 403 | 18 554 | 19 249 | - | - | - |